# Ajn al-Bard
Ajn al-Bard (arab. عين البرد; fr. Aïn El Berd) – jedna z 52 gmin w prowincji Sidi Bu-l-Abbas, w Algierii, znajdująca się w północno-zachodniej części kraju. W 2008 roku gminę zamieszkiwało 16013 osób. Numer statystyczny gminy w Office National des Statistiques d'Algérie to 2228.